# Alexandre Kaïdanovski
Alexandre Leonidovitch Kaïdanovski (en russe : Александр Леонидович Кайдановский), né le 23 juillet 1946 à Rostov-sur-le-Don et mort le 3 décembre 1995  à Moscou, est un acteur, réalisateur et scénariste soviétique et russe. Il travaillait également dans le doublage des films et dessins animés.

## Biographie
Kaïdanovski, diplômé de l'école d'art dramatique de Rostov-sur-le-Don en 1965, s'inscrit à l'École-studio du Théâtre d'Art académique de Moscou, mais l'abandonne quelques mois plus tard pour l'Institut d'art dramatique Boris Chtchoukine.
En 1969-1971, il est acteur au théâtre Vakhtangov. Il travaille aussi au Théâtre d'art de Moscou et au Théâtre sur Malaïa Bronnaïa.
En 1976, Andreï Tarkovski lui donne le rôle principal dans Stalker. Le film ayant une portée métaphysique osée pour l'époque, initialement démoli par la critique soviétique avant d'être acclamé au Festival de Cannes en 1980, où on retient le nom de Kaidanovski.
En 1984, l'acteur sort diplômé des cours supérieurs des scénaristes et réalisateurs de Moscou et passe derrière la caméra. Il tourne plusieurs films, et, notamment en 1988, La femme du marchand de pétrole qui au premier abord laisse l'impression de se ranger dans le genre policier, mais qui se concentre de façon approfondie sur le thème de la rivalité fratricide à l'instar de celle de Caïn et Abel,. Quant à son côté esthétique, il rappelle grandement les films de Tarkovski.
En 1992, Kaïdanovski est nommé "maître émérite des arts de la fédération de Russie". En 1994, il est membre du jury du Festival de Cannes,.
Après la dislocation de l'URSS, il a l'occasion de travailler à l'étranger. On le voit entre autres dans El aliento del diablo de Paco Lucio (1993) et dans les Confidences à un inconnu de Georges Bardawil (1995).
L'artiste, mort d'un infarctus du myocarde à son domicile, le 3 décembre 1995, est inhumé au cimetière de Kountsevo.

## Filmographie

### Au cinéma

#### Comme acteur
- 1967 : Anna Karénine d'Alexandre Zarkhi : Jules Landau
- 1967 : Tainstvennaya stena
- 1970 : Une journée tranquille à la fin de la guerre (Спокойный день в конце войны) de Nikita Mikhalkov : sergent Kolia
- 1972 : Le Quatrième (Четвёртый) d'Aleksandr Stolper : second pilote
- 1972 : Le Quinzième Printemps (ru) (Пятнадцатая весна) de Inna Toumanian
- 1974 : Le Joueur (Игрок, Igrok) d'Alexeï Batalov d'après le roman de Fiodor Dostoïevski : Mr Astley
- 1973 : Deti Vanyushina
- 1974 : Le Nôtre parmi les autres (Свой среди чужих, чужой среди своих, Svoy sredi chuzhikh, chuzhoy sredi svoikh) de Nikita Mikhalkov
- 1975 : Pod kryshami Monmartra
- 1975 : Moy dom, teatr
- 1975 : Des diamants pour la dictature du prolétariat (Бриллианты для диктатуры пролетариата) de Grigori Kromanov : Vorontsov
- 1977 : Kto poedet v Truskavets
- 1978 : Virage (Поворот, Povorot) de Vadim Abdrachitov : médecin
- 1979 : Stalker d'Andreï Tarkovski : Stalker
- 1979 : L'Enquête du pilote Pirx (Test pilota Pirxa) : Tom Novak, le neurologue et cybernéticien
- 1979 : Bodyguard (Telokhranitel) d'Ali Khamraev : Mirzo
- 1980 : Rasskaz neizvestnogo cheloveka d'Almantas Grikevičius : Vladimir
- 1980 : Povorot (Поворот) de Vadim Abdrachitov : médecin
- 1980 : Faktas d'Almantas Grikevičius : Stanislaw
- 1980 : Le Sauveteur (Спасатель) de Sergueï Soloviov : Varaksine
- 1982 : Excusez-moi (Atsiprašau) de Vytautas Žalakevičius (Lituanie) : Pranas
- 1987 : Khareba et Gogia de Gueorgui Chenguelaia : Prince Olszewski
- 1987 : Dix petits nègres (Десять негритят, Desyat negrityat) de Stanislav Govoroukhine : Philippe Lombard
- 1988 : Les Nouvelles Aventures de Yankee à la cour du roi Arthur (Новые приключения янки при дворе короля Артура) de Viktor Gres (ru) : Lancelot
- 1992 : Paradjanov : Le Dernier Printemps (Параджанов последняя весна) de Mikhail Vartanov
- 1992 : Novembre de Łukasz Karwowski (Pologne-France)
- 1993 : El aliento del diablo de Paco Lucio : Damian
- 1993 : Lza ksiecia ciemnosci de Marek Piestrak (Pologne)
- 1994 : Magic Hunter (Bűvös vadász) de Ildikó Enyedi (Hongrie)
- 1995 : Confidences à un inconnu de Georges Bardawil : Kriouchoff

#### Comme réalisateur
- 1983 : Le Jardin d'après El jardín de senderos que se bifurcan de Jorge Luis Borges
- 1985 : Une simple mort d'après La Mort d'Ivan Ilitch de Léon Tolstoï
- 1987 : L'Invité d'après Cuaderno San Martín de Jorge Luis Borges
- 1989 : La Femme du marchand de pétrole (Zhena kerosinshchika, Жена керосинщика) - aussi scénariste

### À la télévision
- 1968 : Premier Amour (Первая любовь, Pervaya lyubov) de Vassili Ordynski (ru) d'après la nouvelle éponyme d'Ivan Tourgueniev : poète Maïdanov
- 1970 : Place Rouge (Красная площадь, Krasnaya plochtchad) de Vassili Ordynski (ru) : Kachtchei
- 1970 : Drame de chasse (Драма на охоте, Drama na okhote) de Boris Nirenburg d'après la nouvelle d'Anton Tchekhov : comte Alekseï Karneev
- 1971 : Le Chien des Baskerville (Собака Баскервилей, Sobaka Baskerviley) d'Antonina Zinovieva : Jack Stapleton
- 1972 : Le Mathématicien et le Diable (Математик и чёрт), 2e épisode de l'émission L'Horizon de Semion Raytburt (ru) : le Diable
- 1972 : Shantazh
- 1973 : Passé et Pensées (Былое и думы) série télévisée de Lev Elagin : critique Vissarion Belinsky
- 1973 : La Défaite de l'ingénieur Garine (ru) (Крах инженера Гарина), téléfilm de Leonid Kvinikhidze : Dr Wolf
- 1975 : Propavshaya ekspeditsiya (Пропавшая экспедиция) de Veniamin Dorman
- 1975 : Zolotaya rechka (Золотая речка) de Veniamin Dorman
- 1976 : Kak vazhno byt seryoznym
- 1980 : Rafferty (Рафферти) de Semion Aranovitch téléfilm en trois épisodes d'après le roman éponyme de Lionel White : le procureur Ames
- 1981 : Et de nouveau avec vous (И с вами снова я) de Boris Galanter (ru) : Nikolaï Poutiata, le décembriste
- 1982 : Kefedra (Кафедра) de Ivan Kiassachvili (ru) : Valentin Orlov, le géologue
- 1985 : L'Arrivée d'un train épisode Marche nuptiale de Aleksander Khvan (ru)
- 1989 : Songlines (vidéo)